# 서춘수
서춘수(徐春洙, 1950년 12월 4일~)는 대한민국의 정치인이다. 제42대 경상남도 함양군수이다.
2010년부터 2011년까지 제9대 경상남도의원을 지냈다. 이후 함양군수 선거에 2011년과 2013년 재보선 및 2014년 지방 선거에 걸쳐 세 차례 출마하였으나 낙선하였다. 2018년 제7회 지방 선거에서 함양군수에 당선되었다.

## 학력
- 위성공립국민학교 졸업
- 진주중학교 졸업
- 진주고등학교 졸업
- 경남대학교 행정학 학사 졸업

### 비학위 수료
- 경남대학교 행정대학원 행정학 석사 졸업

## 경력
- 경상남도 함양군청 근무
- 경상남도청 미래산업과장
- 경상남도청 관광진흥과장
- 경상남도청 감사관
- 경상남도 밀양시청 부시장
- ~2009.12 경상남도청 농수산국 국장
- 경상남도청 함양군 향우회장
- 경상남도청 경남대학교 동문회장
- 경남대학교 행정대학원 총동창회 부회장
- 마창진 함양군 향우회 자문위원
- 2010.07~2011.08 제9대 경상남도의회 의원
- 2010.07~2011.08 제9대 경상남도의회 전반기 문화복지위원회 위원
- 2010.07~2011.08 제9대 경상남도의회 전반기 예산결산특별위원회 위원
- 2010.09~2011.08 제9대 경상남도의회 경남혁신도시의성공적정착과완성을위한특별위원회 위원
- 2018.07~2022.06 제42대 경상남도 함양군수
- 2021.06.16 국민의힘 입당

## 수상
- 2000 대통령 표창
- 2004 대통령 표창

## 역대 선거 결과
|  | 47.92% |

|  | 27.43% |

|  | 28.76% |

|  | 49.40% |

|  | 39.86% |

|  | 40.90% |

| 전임 임창호 (권한대행)강한출 | 제42대 경상남도 함양군수 2018년 7월 1일 ~ 2022년 6월 30일 | 후임 진병영 |